# Tjärn väster om Buteljhalsmyren
Tjärn väster om Buteljhalsmyren este o arie protejată (arie specială de conservare — SAC, sit de importanță comunitară — SCI) din Suedia întinsă pe o suprafață de 2,7 ha, integral pe uscat.

## Localizare
Centrul sitului Tjärn väster om Buteljhalsmyren este situat la coordonatele 60°28′21″N 13°21′03″E / 60.4725°N 13.3507°E.

## Înființare
Situl Tjärn väster om Buteljhalsmyren a fost declarat sit de importanță comunitară în ianuarie 2002 pentru a proteja 1 specie de animale. Situl a fost protejat și ca arie specială de conservare în martie 2011.

## Biodiversitate
Situată în ecoregiunea boreală, aria protejată conține 2 habitate naturale: Lacuri și iazuri distrofice naturale, Taiga vestică.
La baza desemnării sitului se află o specie protejată de  amfibieni: triton cu creastă (Triturus cristatus).